# Lesueurigobius koumansi
Lesueurigobius koumansi är en fiskart som först beskrevs av Norman, 1935.  Lesueurigobius koumansi ingår i släktet Lesueurigobius och familjen smörbultsfiskar. Inga underarter finns listade i Catalogue of Life.